# He-Man – universums härskare
He-Man – universums härskare (engelska: Masters of the Universe) är en amerikansk äventyrsfilm från 1987 i regi av Gary Goddard. Den hade biopremiär i USA den 7 augusti 1987. och är baserad på serien Masters of the Universe skapad av Donald F. Glut.

## Handling
På den krigshärjade planeten Eternia har den onde krigsherren Skeletor tagit kontroll över Castle Grayskull, maktens centrum i universum. Hans armé har spridit de återstående eviga försvararna och Skeletor har fångat Grayskulls trollkarl, fängslat henne i ett kraftdränerande fält och planerar att ta makten över hela universum till nästa månuppgång. Skeletors ärkefiender - krigarledaren He-Man, veteransoldaten Man-At-Arms och Man-At-Arms dotter Teela - räddar den thenoriska låssmeden Gwildor från Skeletors trupper. Gwildor avslöjar att Skeletor har skaffat sin uppfinning: en "Cosmic Key" som kan öppna en portal till var som helst genom att använda musiknoter. 
Enheten stals av Skeletors andrebefälhavare, Evil-Lyn, vilket gjorde att Skeletor kunde bryta mot Castle Grayskull. Med Gwildors återstående prototyp av nyckeln i handen reser He-Man och hans vänner till slottet. De försöker befria trollkvinnan men överväldigas av Skeletors armé och tvingas fly genom en hastigt öppnad portal via Gwildors kosmiska nyckel och transporterar dem till jorden. Nyckeln försvinner när de kommer och upptäcks av två personer i Kalifornien - den föräldralösa gymnasietjejen Julie Winston och hennes pojkvän Kevin Corrigan. När de experimenterar med enheten sänder de av misstag en signal som gör att Evil-Lyn kan spåra den. Hon skickar sedan Skeletors hantlangare Saurod, Blade, Beast Man och Karg för att återställa den. 
Kevin, en blivande musiker, tror att nyckeln är en ny japansk synthesizer och tar med den till en musikaffär som drivs av hans vän Charlie. Tillbaka på skolan kommer Skeletors hantlangare genom en portal och jagar Julie tills hon räddas av He-Man, som är på jakt efter nyckeln. Hantlangarna drar sig tillbaka till Grayskull där Skeletor, upprörd över deras misslyckande, dödar Saurod och skickar de andra tillbaka till jorden, med en större styrka under Evil-Lyns kommando. Tillbaka på jorden återvänder Kevin till skolan för att hitta polisen som undersöker skadan orsakad av Skeletors män, och inga tecken på Julie. Kevin förs sedan till Julies hus av Lubic, en detektiv som undersöker störningen. 
De hittar inga spår av henne i huset, men Lubic är misstänksam mot den kosmiska nyckeln, som han misstänker att Kevin kan ha stulit. Lubic konfiskerar nyckeln och åker till Charlies musikaffär för att verifiera Kevins historia. Omedelbart efteråt bryter Evil-Lyn och hennes team sig in i huset och förhör Kevin angående nyckelns plats med hjälp av en mind-control-krage, innan de förföljer Lubic. Julie och Eternians anländer och släpper Kevin från kragen och jagar sedan efter Lubic och nyckeln. De anländer till Charlies butik, men Skeletors styrkor kommer ikapp dem och en strid strid uppstår. Evil-Lyn hämtar nyckeln och kallar Skeletor till jorden. Skeletors styrkor fångar Eternians och Julie skadas av Skeletors blixtnedslag, som samtidigt raderar minneslagringen av Gwildor's Key. 
He-Man kapitulerar för att rädda sina kamrater och återförs till Eternia som Skeletors slav. Skeletor försöker tortera He-Man till underkastelse för att göra sin seger komplett, men He-Man vägrar ge efter. Ögonblicket kommer för Skeletor att ta emot kraften i kosmos och förklara sig själv som universums Mästare. Han använder sina nya krafter för att försöka tvinga He-Man att knäböja. Tillbaka på jorden reparerar Gwildor den kosmiska nyckeln och Kevin återskapar de toner som krävs för att skapa en port till Eternia. 
Gruppen, inklusive Lubic när han försöker arrestera dem, transporteras till Castle Grayskull, där de börjar slåss mot Skeletors styrkor. Evil-Lyn förolämpar sig över att Skeletor absorberade kraften i universum utan att dela den med henne och överger honom tillsammans med sina andra hantlangare. He-Man hämtar Grayskulls svärd och han och Skeletor inleder en sista strid, där han krossar Skeletors stav och återställer honom till sitt normala tillstånd. He-Man erbjuder nåd, men Skeletor drar ett dolt svärd och försöker döda He-Man. När Skeletor gör ett utfall mot honom, slår He-Man ner Skeletor i en stor grop nedanför. Den befriade trollkvinnan helar Julie och Gwildor öppnar en portal för att skicka hem jordborna. Lubic hyllas som en hjälte för sitt mod och bestämmer sig för att stanna kvar på Eternia. Tillbaka på jorden vaknar Julie på morgonen efter sina föräldrars död i en flygolycka. 
När hon inser att nyckeln har transporterat henne tillbaka i tiden hindrar hon sina föräldrar från att ta den olyckliga flygningen genom att ta deras nycklar, och springer sedan ut för att hitta Kevin. Han bekräftar att deras upplevelser var verkliga, och producerade en souvenir från Eternia: en liten blå sfär som innehåller en scen av He-Man framför Castle Grayskull med sitt svärd höjt över huvudet. I en scen efter kreditering dyker Skeletors huvud upp ur vattnet i botten av gropen och säger "Jag kommer tillbaka!"

## Om filmen
Filmen följer inte 1983 års tecknade TV-serie. He-Man har inte sin hemliga identitet prins Adam och karaktärer som Orko, kung Randor, drottning Marlena, Trap-Jaw eller Mer-Man medverkar inte. Det nämns inte heller att Teela är dotter till Sorceress.

## Rollförteckning (urval)
- Dolph Lundgren – He-Man
- Frank Langella – Skeletor
- Meg Foster – Evil-Lyn
- Billy Barty – Gwildor, låssmed
- Courteney Cox – Julie Winston
- Robert Duncan McNeill – Kevin Corrigan
- Jon Cypher – Duncan (Man-at-Arms)
- Chelsea Field – Teela
- James Tolkan – Lubic, polisinspektör
- Christina Pickles – Sorceress of Castle Grayskull
- Tony Carroll – Beastman
- Pons Maar – Saurod
- Anthony De Longis – Blade
- Robert Towers – Karg

### Fotnoter
1. ↑  ”Weekend Box Office”. The Los Angeles Times. http://articles.latimes.com/1987-08-11/entertainment/ca-819_1_weekend-box-office. Läst 17 november 2010.
2. ↑  ”Masters of the Universe” (på engelska). Box Office Mojo. 7 augusti 1987. http://www.boxofficemojo.com/movies/?id=mastersoftheuniverse.htm. Läst 4 september 2016.